# امپراتوری بابل نو
عبارت امپراتوری بابل نو که به آن امپراتوری کـَلدانی هم گفته می‌شود، به دوره‌ای از تاریخ میان‌رودان (بین‌النهرین) اشاره دارد که از ۶۲۶ پیش از میلاد آغاز شده و تا ۵۳۹ پیش از میلاد ادامه یافت. تمدن بابلی-اکدی که به خاطر شکست خوردن از آشوری‌ها مدت زیادی بود استقلال خود را از دست داده بود، پس از نابودی آشور بار دیگر در دوره امپراتوری بابل نو، استقلال خود را بازیافت تا این‌که سرانجام از کوروش بزرگ شکست خورده و بخشی از شاهنشاهی ایران شد.
فرمانروایان بابل نو، توجه زیادی به زنده نگاه داشتن میراث بابل باستان داشتند و کوشیدند بخش بزرگی از تمدن باستان سومری-اکدی خود را احیا کنند.

## پیشینه
پیش از آغاز دوره امپراتوری بابل نو، آشوری‌ها به مدت سیصد سال بر بابل فرمانروایی کردند. آشوری‌ها و بابلی‌ها تقریباً هم‌زبان بوده و به گویش‌هایی از زبان اَکَدی (از زبان‌های سامی) سخن می‌گفتند. آشوری‌ها مردمی سامی‌نژاد بودند و بابلی‌ها نیز آمیزه‌ای از سامی‌ها و سومری‌ها.
آشوربانیپال، واپسین فرمانروای نیرومند آشور، در سال ۶۲۷ پیش از میلاد درگذشت و یک سال پس از مرگ او امپراتوری آشور دچار جنگ‌های داخلی وحشتناکی شد. بابل نیز تحت هدایت نبوپَلَّسَر علیه آشور سر به شورش گذاشت. نبوپلسر از قوم سامی کَلدانی بود. کلدانی‌ها اوایل سده نهم پیش از میلاد از شام به‌راه افتاده و به جنوب شرق منطقه بابل مهاجرت کرده‌بودند. کلدانی‌های بابل، در ائتلافی به همراه مادها، پارس‌ها، سکاها و کیمری‌ها سرانجام آشوری‌ها را شکست داده و در سال ۶۱۲ پ.م. نینوا، پایتخت آشور را نابود کردند. پایتخت امپراتوری حاکم بر میان‌رودان و خاور نزدیک پس از آن به شهر بابل منتقل شد. مرکزیت بابل از میانه‌های سده هجدهم پیش از میلاد یعنی از زمان حَمورابی از دست رفته بود و این نخستین بار از زمان حمورابی بود که بابل دوباره به پایتختی می‌رسید. در دوره بابل نو، اقتصاد و کشاورزی در منطقه بهبود یافت و هنر و دانش نیز دوره‌ای از شکوفایی به‌خود دید.
دوره بابل نو با فرمانروایی نبونعید در ۵۳۹ پ.م. به پایان رسید. در شرق بابل پارسیان روزبه‌روز نیرومندتر شده و به رهبری کوروش بزرگ، بابل را نیز فتح کردند.

## پادشاهان دودمان بابل نو
سلسله ششم بابل (بابل نو):
- نبوپلسر ۶۲۶ – ۶۰۵ پیش از میلاد
- بخت نصر دوم ۶۰۵ – ۵۶۲ پیش از میلاد
- آمل-ماردوک ۵۶۲ – ۵۶۰ پیش از میلاد
- نریگلیسار ۵۶۰ – ۵۵۶ پیش از میلاد
- لاباشی-ماردوک ۵۵۶ پیش از میلاد
- نبونعید ۵۵۶ – ۵۳۹ پیش از میلاد